# Офіцерська лінійка

Офіцерська лінійка радянського зразку

Офіцерська лінійка (англ. combat mission plotter, нім. Taktiklineal, фр. normographe tactique) — спеціальна лінійка для роботи з військовими картами та іншими документами. Являє собою прозору пластину (20 на 10 см), споряджену масштабними шкалами, транспортиром і трафаретами.
У СРСР офіцерські лінійки виготовляли з прозорого жовтого целулоїду, зараз у СНД — з прозорого полістиролу. Вибір кольорів став різноманітнішим (безкольоровий, рожевий, зелений, жовтий, блакитний).

## У військовій справі

Офіцерська лінійка (Plotter, Combat Mission — PLU-6/C) зарабіжного зразку

Офіцерська лінійка уможливлює полегшити роботу з оформлення бойових карт та інших документів (карточок вогню). За її допомогою зручно вимірювати відстані, причому безпосередньо в метрах (містить метрові шкали для карт найбільш поширених масштабів 1:50 000 і 1:25 000), визначати кути (від 0° до 180°), знаходити прямокутні координати, наносити на карту тактичні знаки.

### Склад

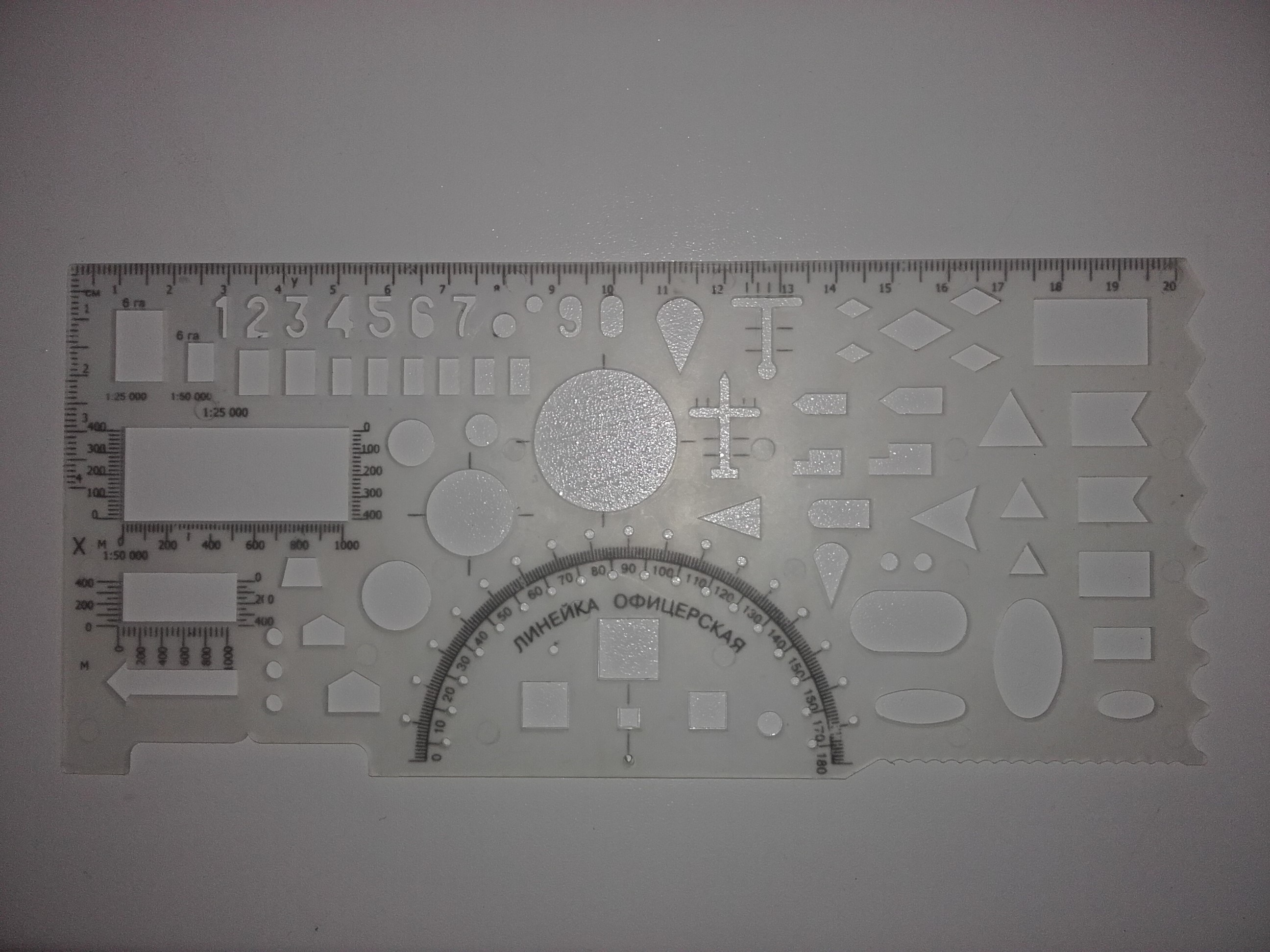
Трафарети офіцерської «командирської» лінійки. Перейдіть за кнопкою «Докладніше» на Вікісховище, щоб переглянути спливні коментарі

Будова військових лінійок-трафаретів може значно різнитися залежно від країни, навіть стандарт «радянської» офіцерської лінійки не залишився незмінним. У СНД поширені два типи офіцерських лінійок: лінійка офіцерська «командирська» і лінійка офіцерська «курсантська». Перша містить 65 тактичних елементів (трафаретів). Друга має 39 тактичних елементи, деякі формули і транспортир з двома шкалами (у градусах і тисячних). Нижче наведено опис найпоширенішого зразку — лінійки офіцерської «командирської»:
- Дві міліметрові шкали 20 см і 4 см на довшої і коротшої крайках
- Транспортир (180°)
- Трафарети геометричних фігур (кола, квадрати, трикутники, овали).
- Трафарети тактичних знаків (танк, БМП, літак)
- Трафарети цифр (від 1 до 0)
- Трафарети стрілки, фігурних дужок і фігурних ліній
- Два прямокутники з метровими шкалами для визначення відстаней на картах масштабів 1:50 000 і 1:25 000
- Два прямокутники для визначення площі в 6 гектарів на картах масштабів 1:50 000 і 1:25 000

На «курсантському» варіанті присутні метрові шкали для карт масштабів 1:25 000, 1:50 000 і 1:100 000, а також прямокутники площ 5, 8, 9, 12 і 25 гектарів (для карт масштабу 1:50 000).
Окрім того, існують спеціальні «морські» офіцерські лінійки для оформлення морських військових карт.

## Інше вживання
Офіцерські лінійки знаходяться у вільному продажу як у спеціалізованих військових магазинах, так і в магазинах канцелярського приладдя. Їх часто використовують школярі — як універсальний креслярський і вимірювальний інструмент, що суміщує в собі лінійку, транспортир, кутник і трафарети геометричних фігур та цифр.